# Macroramphosus
Macroramphosus Lacepède, 1803 é um género de actinopterígeos que inclui duas espécies de pequenos peixes (comprimento <20 cm) com distribuição natural nas águas dos oceanos tropicais e subtropicais até uma profundidade aproximada de 200 m. 

## Descrição e taxonomia
Embora geralmente incluídos na subfamília Macroramphosinae da família Centriscidae, alguns sistemas de classificação admitem a autonomização da subfamília, constituindo então a família monotípica Macroramphosidae. Caracterizam-se por ostentar um sensível prolongamento do segundo raio da barbatana dorsal e uma pequena boca no extremo de um focinho grandemente alongado. Atingem um comprimento máximo de 20 cm, com corpos oblongos de cor prateado-alaranjada. Exibem comportamento gregário, formando por vezes grandes cardumes.

## Espécies
- Macroramphosus gracilis (Lowe, 1839).
- Macroramphosus scolopax (Linnaeus, 1758).